# Введение в арифметику
«Введение в арифметику» (др.-греч. Ἀριθμητικὴ εἰσαγωγή), в источниках часто сокращённо «Арифметика» — труд Никомаха из Герасы (II век) о различных родах чисел, их свойствах и отношениях. Наряду с «Началами» Евклида  один из самых популярных в позднеантичной и средневековой Европе учебников арифметики.
Состоит из двух частей, из 23-х и 29-и глав соответственно:
- в первой части автор занимался определением числа и рассмотрением различных родов чисел (чётных, нечётных, простых, сложных, взаимно простых, совершенных, избыточных и недостаточных);
- во второй части — учением о фигурных числах и связанным с ним учением о пропорциях. Говоря о кратных числах, о числах, содержащих в себе данное число и некоторую его часть, автор пользовался для пояснения таблицей умножения, которая теперь известна под названием «пифагоровой»[2].

Влияние мистицизма, составлявшего характеристическую черту неопифагорейской школы, выразилось и в постоянном употреблении в трактате троичных подразделений. Сочинение было переведено на латинский и арабский языки. Множество комментариев и переделок арифметики Никомаха появлялось в литературах: греческой, римской, арабской и средневековой западноевропейской. Первое печатное издание вышло в Париже в 1538 году.